# Egèria (escriptora)

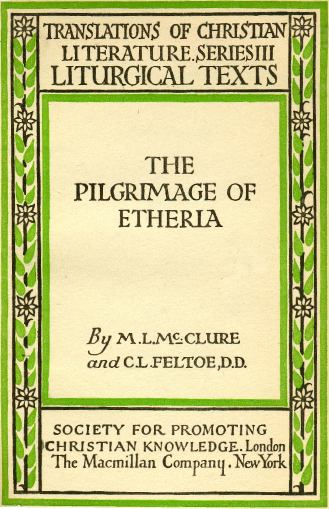
Coberta d'una traducció a l'anglès del Pelegrinatge d'Egèria publicada el 1919

Egèria, també coneguda com a Eteria, Ætheria o Etheria i fins i tot Arteria o Geria, fou una escriptora i viatgera que visqué al segle iv. Actualment, el consens dels experts diu que l'única forma vàlida del nom d'aquest personatge és Egèria i que la resta són, de fet, errors de lectura. Se li atribueix l'obra Itinerarium, que en català ha estat traduïda per Pelegrinatge, i narra els seus viatges per Terra Santa. Tanmateix, en el manuscrit original del text (el Codex Aretinus VI, 3), que data del segle xi, no apareix el nom de cap autor, la qual cosa ha donat lloc a diversos estudis i indagacions des de 1884, l'any en què l'erudit Gian Francesco Gamurrini va descobrir el manuscrit, un còdex de pergamí de 37 pàgines, a la biblioteca de la Fraternitat dels Laics, a la ciutat d'Arezzo.

## Controvèrsia de l'autoria
Durant anys, es van proposar diferents conjectures sobre l'autoria del llibre Itinerarium: Gian Francesco Gamirruni assenyalà Sílvia, que es considerava la germana (tot i que en realitat era la cunyada) de Flavi Rufí, prefecte de pretori de l'emperador Teodosi I; també s'hi apuntà Gal·la Placídia, filla de Teodosi I. L'any 1903, l'estudiós Mario Férotin relacionà Itinerarium amb una carta que Valeri del Bierzo va escriure en honor d'una benaurada Egèria. A més a més, com apunta el mateix Férotin (i altres estudiosos, com Delisle i Wilmart), existeix un catàleg de la biblioteca de l'abadia de Sant Marcial de Llemotges que data del segle xiii en què apareix registrat un Itinerarium Egeriae Abbatisse. Més antic és encara el document de fundació del monestir de Sant Salvador de Celanova a Galícia, on s'especifica la donació al monestir del llibre Ingerarium Geriae, forma fàcilment relacionable amb la dels catàlegs de Llemotges. Actualment existeix el consens generalitzat que l'autora d'Itinerarium és Egèria.

## Biografia
Es conserven poques dades de la biografia d'Egèria, i no estan exemptes de controvèrsia: un altre debat comú sobre Egèria és la seva terra natal: s'han proposat orígens com la Gàl·lia Narbonesa, l'Aquitània i Gallaecia, a Hispània. A favor de l'origen gal d'Egèria hi ha vagues referències en el mateix text d'Itinerarium. De nou, algunes anotacions a la carta de Valeri del Bierzo (d'origen galaic) aporten més llum sobre l'assumpte i fan molt plausible la hipòtesi de l'origen galaic d'Egèria: avui dia aquesta és la versió de consens entre els estudiosos.
Pel que fa a la seva condició social, tant per les referències de la carta de Valeri del Bierzo com per expressions en el mateix text d'Itinerarium, es pot deduir que Egèria era una religiosa i, de fet, el catàleg de la biblioteca de Sant Marcial de Llemotges li atribueix fins i tot el títol d'abadessa. Hi ha estudiosos, però, que apunten que no era una monja, sinó una dama piadosa de l'alta societat.
Fos com fos, Egèria no va ser la primera ni l'única dona que emprengué un pelegrinatge a Terra Santa en aquells temps: se'n coneixen altres noms com Pemènia (que l'any 394 viatjà a Egipte i a Jerusalem); Sílvia (parenta de Flavi Rufí, prefecte de pretori de Teodosi I, que viatjà a Jerusalem poc abans del 400); Fabiola (que anà a Jerusalem i Betlem a l'entorn del 394-395); Paula (que marxà l'any 385 a Jerusalem i Betlem amb la seva filla Eustoqui en seguiment de sant Jeroni), Melània la Vella (també d'origen hispànic, que es retirà a Jerusalem, on l'any 378 construí un monestir a la muntanya de les Oliveres; Melània la Jove (neta de l'anterior, que també viatjà a Jerusalem), entre d'altres.

## Itinerarium
Fins fa poc, es coneixia un únic manuscrit arribat als nostres dies de l'obra d'Egèria; és el Codex Aretinus VI, 3, que Gian Francesco Gamurrini va descobrir a la biblioteca de la Fraternità dei Laci, a Arezzo. El manuscrit no està complet, sinó que presenta mutilacions importants: manquen l'inici, fragments centrals i el final de l'obra. Existeix, però, una altra referència que permet omplir algunes llacunes de les primeres pàgines absents del manuscrit: el Liber de locis sanctis de Pere Diaca. Però, l'any 2005, el professor Jesús Alturo va identificar dos nous fragments del còdex d'aquesta obra, datables a l'entorn de l'any 900, en escriptura minúscula carolina de bona cal·ligrafia i de probable origen septimà. El text que s'hi transmet ofereix algunes variants textuals notables, ja que sovint són preferibles a les lectures que dona l'Aretinus i, més interessant encara, aporta unes línies noves pertanyents a la part del text desaparegut amb la pèrdua del bifoli exterior del segon quadern del còdex d'Arezzo.
Amb el que s'ha conservat actualment, l'Itinerarium narra un viatge religiós per terres d'Orient cap a finals del segle iv. Així mateix, hi apareixen també relats sobre la manifestació de la fe, la disciplina religiosa i la correcta localització dins de la Bíblia dels llocs per on passava Egèria fins a arribar a Terra Santa. Quan va arribar a Jerusalem va realitzar tres viatges en tres anys cap al mont Sinaí, el mont Nabau i la tomba de Job, acompanyada d'una escorta que pertanyia a la guarnició de soldats romans. També va quedar meravellada dels deserts i l'espectacle del cel. De Mesopotàmia va cap a Constantinoble i és on redacta el que seria el seu llibre, també conegut com a Peregrinatio ad loca sancta (Peregrinació a Terra Santa).
El manuscrit està redactat en llatí vulgar, el llatí que es parlava a l'època, i és un dels testimonis per a estudiar la transició del llatí clàssic al tardà. El manuscrit original, descobert a Arezzo per Gian Francesco Gamurrini el 1884, havia estat confeccionat originàriament al segle xi al monestir de Montecassino, i traslladat a Arezzo per Ambrosio Restellini, abat de Montecassino entre els anys 1599 i 1602. L'any 1801, Napoleó clausura aquest monestir, i gran part del seu arxiu es trasllada al palau de la Fraternitat dels Laics, a Arezzo. Avui dia el manuscrit es conserva en un museu d'aquesta ciutat.